# Nudge - La spinta gentile
Nudge - La spinta gentile (Nudge: Improving Decisions about Health, Wealth, and Happiness) è un saggio scritto da Richard H. Thaler e Cass R. Sunstein. Il libro, basato su ricerche in psicologia ed economia comportamentale, cerca di difendere il "paternalismo libertario", cioè un approccio attivo nell'architettura delle scelte.
Il libro descrive la cosiddetta teoria dei nudge.

## Sommario

### Il comportamento umano
Una delle più importanti giustificazioni al paternalismo libertario, definito da Thaler e Sustein in Nudge, si basa su fatti inerenti alla natura umana e alla psicologia. Il libro critica la visione dell'homo economicus, secondo la quale ognuno di noi pensa e sceglie in maniera ottimale.
Gli autori citano molti esempi di ricerche che sollevano seri dubbi sulla razionalità delle persone nel prendere decisioni. Inoltre affermano che, a differenza degli appartenenti alla specie dell'homo oeconomicus, quelli dell'homo sapiens commettono molti errori prevedibili a causa dell'uso di euristiche, fallacie, e a causa del modo in cui sono influenzati dalle loro interazioni sociali.

#### Due sistemi di pensiero
Il libro descrive due sistemi che caratterizzano il pensiero umano, definiti da Sunstein e Thaler come "Sistema Riflessivo" e "Sistema Automatico". Questi due sistemi sono descritti in maniera più accurata da Daniel Kahneman nel libro Pensieri lenti e veloci.
Il Sistema Automatico è rapido ed è, o si sente, istintivo, e non comporta ciò che di solito associamo alla parola "pensare". Esempi di Sistema Automatico all'opera includono: sorridere dopo aver visto un cucciolo, innervosirsi durante una turbolenza, abbassarsi quando una palla ci viene lanciata contro.
Il Sistema Riflessivo è intenzionale e consapevole. È quello che agisce quando si decide il college da frequentare, dove andare in vacanza, e (nella maggior parte dei casi) se sposarsi o meno.

#### Fallacie ebias
Le persone spesso commettono errori, a causa di pregiudizi, euristiche e fallacie. Tra questi abbiamo:
| Nome                              | Descrizione |
| --------------------------------- | --- |
| Ancoraggio                        | Si verifica quando una persona si basa troppo su una particolare informazione. Un esempio potrebbe essere un residente di Chicago a cui viene chiesto di indovinare la popolazione di Milwaukee. Sapendo che Milwaukee è una grande città, ma certamente non grande come Chicago, la persona potrebbe prendere la popolazione di Chicago (circa 3 milioni) e dividerla per, diciamo, 3 (arrivando a un milione). Un residente di Green Bay (che ha una popolazione di circa 100.000) potrebbe sapere che Milwaukee è più grande di Green Bay, e triplicare la popolazione della propria città natale, arrivando così a 300.000. La differenza di congetture delle persone a causa della loro posizione geografica, è un esempio di ancoraggio. La vera popolazione di Milwaukee è di circa 580.000. |
| Euristica della disponibilità     | Si verifica quando le persone fanno previsioni sulla frequenza di un evento sulla base dell'esempio che più facilmente viene ricordato. Gli autori affermano che questo potrebbe aiutare a spiegare perché le persone pensano che gli omicidi si verifichino più facilmente dei suicidi. L'euristica della disponibilità può avere effetti negativi nel mondo degli affari e della politica, in quanto le persone tendono a sopravvalutare i rischi, acquistando così assicurazioni inutili o, per quanto riguarda i governi, perseguendo obiettivi sociali che non sono proficui come altri. |
| Euristica della rappresentatività | Si ha quando le persone giudicano la probabilità di un'ipotesi considerando quanto l'ipotesi assomigli a esempi disponibili. Un esempio potrebbe essere ipotizzare che un ragazzo alto giochi a basket anche se non c'è una chiara relazione causa-effetto. |
| Status quo bias                   | Si intende la preferenza degli esseri umani per lo stato attuale delle cose (inerzia), in quanto eventuali modifiche vengono percepite come perdite. |
| Mentalità del gregge              | Le persone sono fortemente influenzate dalle azioni degli altri. Sunstein e Thaler citano un famoso studio di Solomon Asch dove le persone, a causa della pressione dei coetanei, rispondono ad alcune domande in modo chiaramente falso (come dire che due linee sono della stessa lunghezza, quando chiaramente non lo sono). |

### Paternalismo libertario
Il paternalismo libertario è l'unione di due concetti politici che vengono comunemente considerati opposti: libertarismo e paternalismo.
Sunstein e Thaler affermano che "...l'aspetto libertario delle nostre strategie sta semplicemente nell'insistenza che le persone dovrebbero essere libere di fare ciò che vogliono e di scegliere accordi indesiderati, se vogliono farlo". La parte paternalistica del termine "...si trova nell'affermazione che è legittimo per gli architetti delle scelte cercare di influenzare il comportamento delle persone, al fine di rendere la loro vita più lunga, sana, e migliore".
L'architettura delle scelte descrive il modo in cui le decisioni sono influenzate dalla presentazione delle opzioni. È nello stabilire l'architettura delle scelte che le persone possono essere pungolate senza però perdere la loro libertà di scelta. Un semplice esempio potrebbe essere mettere cibo sano in una mensa scolastica al livello degli occhi, mettendo il cibo spazzatura in zone più difficili da raggiungere. Gli individui non perdono la loro libertà, ma questa organizzazione del cibo ha l'effetto di diminuire il consumo di cibo spazzatura e quindi di aumentare il consumo di cibi più sani.

### Raccomandazioni dipolicy
Sunstein e Thaler usano le loro nozioni di pungoli per proporre raccomandazioni di policy. Hanno raccomandazioni nei settori della finanza, salute, scuola e matrimonio. Gli autori credono che questi problemi possano essere almeno parzialmente risolti migliorando l'architettura delle scelte.

#### Risparmio previdenziale
Thaler e Sustein sottolineano che molti americani non risparmiano abbastanza per la pensione. Affermano che "...nel 2005 il tasso di risparmio personale per gli americani è stato negativo per la prima volta dal 1932-1933 – gli anni della Grande depressione".
Una soluzione che propongono è la creazione di piani migliori di default per dipendenti. I dipendenti potrebbero adottare il piano che più gli piace, ma, se nessuna azione viene intrapresa, verrebbero iscritti automaticamente a un programma progettato da esperti. Inoltre propongono quello che loro chiamano come il piano "Save More Tomorrow". Questo ha lo scopo di risolvere i problemi delle persone che vogliono risparmiare di più, ma in realtà continuano a procrastinare.

#### Assistenza sanitaria
Il libro contiene un'analisi del programma Medicare Part D, proposto dall'amministrazione Bush. Gli autori affermano che "...sotto alcuni aspetti Bush era sulla strada giusta" con il piano, ma quest'ultimo "...soffriva di un design ingombrante che impediva un buon processo decisionale". In particolare, non sono d'accordo con la scelta di un piano di default casuale e sono convinti che ai cittadini non siano state date le risorse necessarie, in termini di informazione, per far fronte al numero di scelte proposte.
Sunstein e Thaler propongono anche un modo per aumentare la percentuale di coloro che sono disposti a donare organi negli Stati Uniti.